# Balsas (Ekwador)
Balsas – miasto w Ekwadorze, w prowincji El Oro, stolica kantonu Balsas.